# Synema bellum
Synema bellum är en spindelart som beskrevs av Soares 1944. Synema bellum ingår i släktet Synema och familjen krabbspindlar. Inga underarter finns listade i Catalogue of Life.